# Magda von Lerch
Magda von Lerch (* 30. April 1871 in Preßburg; † 2. November 1938 in Innsbruck) war eine österreichische Grafikerin und Malerin.

## Leben
Magda von Lerch besuchte von 1900 bis 1905 die Kunstschule für Frauen und Mädchen in Wien. Dort studierte sie Landschaftsmalerei und Stillleben bei Tina Blau sowie Akt und Radierung bei Ludwig Michalek.
Lerch gehörte dem „Radierklub Wiener Künstlerinnen“ an, der 1903 von den Absolventinnen der Radierklasse Ludwig Michaleks gegründet wurde und bis 1914 bestand. Als Vereinslokal diente die Kupferdruckerei der Gebrüder Pisani in Wien, wo die Künstlerinnen Abzüge ihrer Platten anfertigten und sich Lerch mit den verschiedenen Techniken des Kupferdruckverfahrens vertraut machen konnte. 1908 nahm sie mit 12 Werken an der ersten Gesamtausstellung des Radierklubs teil. Sie stand auch im Austausch mit dem Radierer Luigi Kasimir, der ihr künstlerisches Schaffen beeinflusste. In Wien wohnend, unternahm sie Wanderreisen an die Nordsee, nach Italien, Tirol und Dalmatien.
Ab 1920 lebte sie bei ihrem jüngeren Bruder, dem Physiker Friedrich von Lerch, in Innsbruck. Dort starb sie 1938 im Alter von 67 Jahren.

## Werk

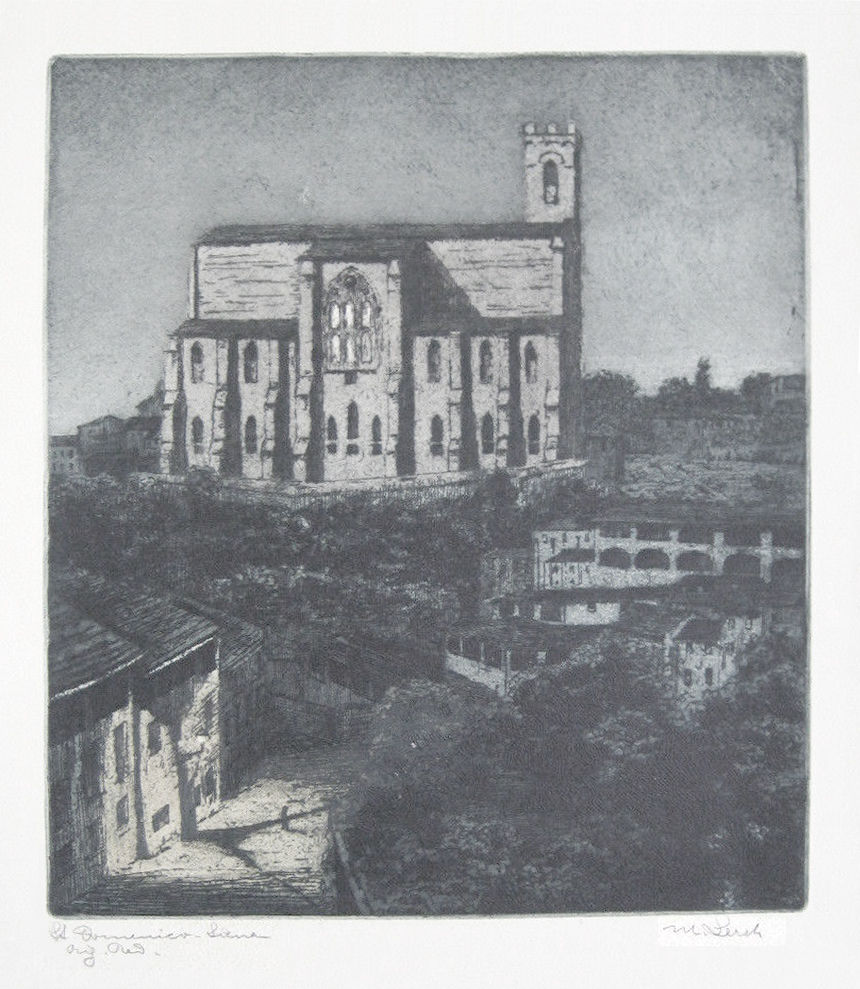
Darstellung der Basilica di San Domenico in Siena

Magda von Lerch widmete sich bevorzugt der Landschaftsradierung. Motive für ihre – teilweise farbigen – Werke fand sie in Wien, Italien, an der Nordsee (u. a. Sylt) und anderen Reisezielen. Zunächst begann sie ihre Radierungen mit feiner spitzer Nadel und überarbeitete die Platten stark mit einer kalten Nadel. Später radierte sie mit stumpfer Nadel, ätzte die Tiefen mit Säure nach und setzte Mittel der Aquatinta-Technik ein, wodurch sie eine ausgeprägte räumliche Wirkung erzielte. Der zeitgenössische Kunsthistoriker Curt H. Weigelt beurteilte ihre frühen Werke als zunächst etwas zaghaft und konventionell, später aber freier und kraftvoller, was er vor allem auf den Einfluss von Luigi Kasimir zurückführte. Neben Radierungen schuf Lerch unter anderem auch Bleistift- und Kohlezeichnungen sowie Aquarelle.
Werke (Auswahl)
- Himmelspfortstiege in Wien, 1907, Vernis mou
- Friesenhäuser, Radierung, ausgestellt 1908 Radierclub Wiener Künstlerinnen
- Windmühle auf Sylt, Radierung, ausgestellt 1908 Radierclub Wiener Künstlerinnen
- Dachstein v. d. Hütteneckalm, Aquarell, ausgestellt 1908 Radierclub Wiener Künstlerinnen
- Steineichen in der Campagna, 1911, Radierung
- Der Antermoja-See im Rosengarten, Radierung
- Wartkreuz bei Reichenau, Radierung
- Bei der Ulrichskirche, Radierung
- Schloss Coblenz, farbige Radierung
- Cypressen auf dem Palatin, Radierung
- Mondaufgang, Radierung/Papier, 18,7 × 27,4 cm, ausgestellt 2001 Die Cabinette des Dr. Czerny, Neue Galerie Graz
- Gebirgssee mit Felsen, Radierung/Papier, 31,3 × 46,3 cm, ausgestellt 2001 Die Cabinette des Dr. Czerny, Neue Galerie Graz[5]